# Jamesbrittenia angolensis
Jamesbrittenia angolensis là một loài thực vật có hoa trong họ Huyền sâm. Loài này được Hilliard mô tả khoa học đầu tiên năm 1992.